# 랭킨 사이클

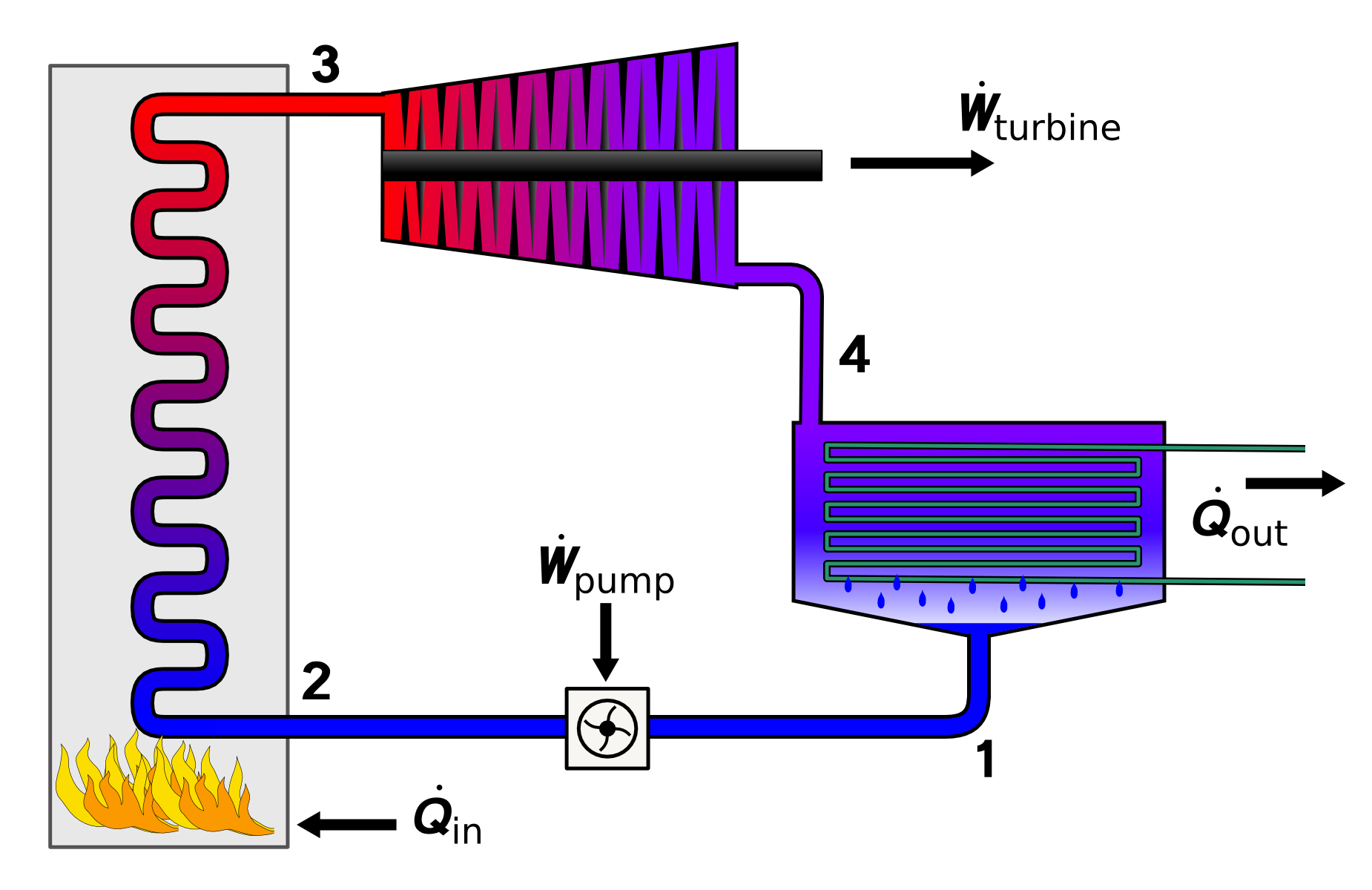
랭킨 사이클 개략도

랭킨 사이클(영어: rankine cycle), 증기 사이클 또는 베이퍼 사이클은 열역학 과정에서 열을 일로 변환하는 사이클이다. 이 열은 외부의 닫힌 루프에서 공급된다. 작동 유체는 일반적으로 물이 사용된다.
세계에서 생산되는 전력 중 약 90%가 이 사이클을 이용해 생산된다. 이 사이클은 모든 전력 생산에 이용되는데, 일반적인 화력 발전소를 포함하여, 태양열 발전, 바이오매스 발전, 원자력 발전소 등에서 사용된다. 스코틀랜드의 박식가이며, 글래스고 대학교의 교수였던, 윌리엄 존 매퀀 랭킨(William John Macquorn Rankine)에 의해서 이름 붙여진 사이클이다. 랭킨 사이클은 증기 기관의 기본적인 열역학 기초이다. 압축과정과 팽창과정의 비체적의 차이를 최대로 하기 위하여 증기와 액체 사이의 상변화를 이용한다.
Rankine Cycle을 해석할 때, 열이 공급되는 평균 온도와 열이 방출되는 평균 온도의 관점에서 효율을 살펴보면 편리하다. 열이 공급되는 평균 온도가 증가하거나 열이 방출되는 평균 온도가 감소하는 방향으로 변화하면 랭킨 사이클의 효율이 증가한다.
랭킨 사이클은 화력 발전소에서 흔히 볼 수 있는 증기기관들이 전기를 생산하기 위해 연료나 다른 열원의 열에너지를 이용하는 과정을 설명한다. 가능한 열원에는 석탄, 천연가스, 석유와 같은 화석 연료의 연소, 핵분열을 위한 광물 자원의 사용, 바이오매스와 에탄올과 같은 재생 가능한 연료, 또는 집중된 태양 에너지와 지열 에너지와 같은 천연 자원의 에너지 포획이 포함된다. 일반적인 열제거원은 강, 연못, 바다와 같은 수역의 위나 주변의 주변 공기를 포함한다.
에너지를 활용하는 랭킨 엔진의 능력은 열원과 열침 사이의 상대적인 온도 차이에 따라 달라진다. 차이가 클수록 카르노의 정리에 따라 열 에너지로부터 더 많은 기계적 힘을 효율적으로 추출할 수 있다.
랭킨 사이클의 효율은 작동 유체의 높은 증발열에 의해 제한된다. 보일러의 압력과 온도가 초임계 수준에 도달하지 않는 한 사이클이 작동할 수 있는 온도 범위는 매우 작다. 터빈의 경우 이론적으로 최대 카르노 효율이 약 63.8%인데 비해 일반적인 발전소의 경우 실제 전체 열 효율은 50% 미만이다. 이러한 낮은 증기 터빈 진입 온도(가스터빈에 비해)가 복합 사이클 가스터빈 발전소에서 거부된 열을 복구하기 위해 종종 bottoming cycle로 사용되는 이유이다.
랭킨 엔진은 일반적으로 작동 유체가 재사용되는 폐쇄 루프에서 작동한다. 응축된 물방울이 종종 발전소에서 뿜어져 나오는 것을 볼 수 있는 수증기는 (폐쇄 루프 랭킨 전원 사이클에서 직접이 아니라) 냉각 시스템에 의해 생성된다. 이 '배기' 열은 아래 T-s 다이어그램에 표시된 주기의 아래쪽에서 흘러나오는 "Q out"으로 표시된다. 냉각탑은 작동 유체의 기화 잠열을 흡수하는 동시에 냉각수를 대기로 증발시켜 대형 열교환기로 작동한다.
많은 물질들이 작동 유체로 사용될 수 있지만, 물은 보통 간단한 화학적 특성, 상대적으로 풍부함, 낮은 비용, 그리고 열역학적 특성 때문에 선택된다. 작동 중인 증기를 액체로 응축하면 터빈 출구에서 압력은 낮아지고 공급 펌프에 필요한 에너지는 터빈 출력 전력의 1% ~ 3%만 소비하며 이러한 요소들은 사이클의 높은 효율성에 기여한다. 이로 인한 이점은 터빈에 인가되는 증기의 낮은 온도에 의해 상쇄된다. 예를 들어, 가스 터빈은 터빈 진입 온도가 1500 °C에 육박한다. 그러나 실제 대형 증기 발전소와 대형 현대식 가스 터빈 발전소의 열효율은 유사하다.

## 같이 보기
- 브레이턴 사이클